# Le Parfum de la dame en noir (film, 2005)
Pour les articles homonymes, voir Le Parfum de la dame en noir.
Série
Le Mystère de la chambre jaune
(2003)
Pour plus de détails, voir Fiche technique et Distribution.
Le Parfum de la dame en noir est un film français réalisé par Bruno Podalydès et sorti en 2005. Il est adapté du roman du même nom de Gaston Leroux. C'est la suite du Mystère de la chambre jaune, du même réalisateur, sorti en 2003. Denis Podalydès y reprend son rôle de Joseph Rouletabille.
Le film est présenté en avant-première à la Mostra de Venise 2005, hors compétition.

## Synopsis
Joseph Rouletabille est hanté par une femme qui venait lui rendre visite, enfant au pensionnat, et dont il conserve le souvenir obsédant du parfum. Tandis qu'il s'en ouvre à Sainclair, son fidèle acolyte, il apprend que son amie Mathilde Stangerson, convolant en voyage de noces avec son mari Robert Darzac, est en danger. Il s'empresse de la rejoindre, craignant le retour de l'illusionniste et intrépide Ballmeyer.

## Fiche technique
- Titre : Le Parfum de la dame en noir
- Réalisation : Bruno Podalydès
- Scénario : Bruno Podalydès, d'après le roman Le Parfum de la dame en noir de Gaston Leroux
- Musique : Philippe Sarde
- Photographie : Christophe Beaucarne
- Montage : Élise Fievet, Bruno Podalydès et Hervé de Luze
- Éclairage : Didier Petit
- Décors : Riton Dupire-Clément
- Costumes : Dorothée Guiraud
- Production : Pascal Caucheteux, Grégoire Sorlat et Martine Cassinelli
- Sociétés de production : Why Not Productions, France 2 Cinéma, Canal+, TPS Cinéma, TPS Star, Région Provence Côte d'Azur, Cofimage 16, Soficinéma
- Distribution : UGC Fox Distribution (France)
- Budget : 8,06 millions d'euros
- Pays de production :  France
- Langue originale : français
- Format : couleur - 2,35:1 - DTS / Dolby Digital - 35 mm
- Genre : comédie policière
- Durée : 115 minutes
- Dates de sortie :
  - Italie : 7 septembre 2005 (Mostra de Venise - hors compétition)
  - France : 14 septembre 2005
  - Belgique : 2 novembre 2005

## Distribution
- Denis Podalydès : Joseph Rouletabille
- Jean-Noël Brouté : Sainclair
- Olivier Gourmet : Robert Darzac / Frédéric Larsan déguisé en Darzac
- Sabine Azéma : Mathilde Stangerson
- Zabou Breitman : Édith Rance
- Bruno Podalydès : Arthur Rance
- Vincent Elbaz : Prince Galitch
- Pierre Arditi : Frédéric Larsan / Ballmeyer
- Michael Lonsdale : le professeur Stangerson
- Julos Beaucarne : le père Jacques ou "Vieux Bob"
- Dominique Parent : M. Bernier
- Isabelle Candelier : Mme Bernier
- Michel Vuillermoz : le curé
- Claude Rich : le juge de Marquet

## Production
Après le succès du premier film, Bruno Podalydès justifie cette suite :

« Compte tenu du succès qu'a rencontré le premier film, cette suite s'imposait. L'autre désir qui nous animait était les retrouvailles avec toute l'équipe, en particulier les acteurs. On reviendra peut-être à l'univers de Gaston Leroux d'ailleurs, car il a écrit de nombreux romans dans cet esprit. La forme feuilletonesque est un vrai régal, je pense, tant pour les écrivains que pour les cinéastes et les acteurs. L'idée de créer une nouvelle histoire à partir des mêmes personnages, et d'approfondir ces derniers, est excitante. »

La plupart des scènes du film sont tournées sur l'île de Port-Cros dans le Var. La scène à l'intérieur de l'internat est tournée au lycée Janson-de-Sailly à Paris. La première scène est tournée au château de Villemolin dans la Nièvre, comme pour Le Mystère de la chambre jaune. Plusieurs scènes du film sont tournées en nuit américaine.

## Accueil

### Critique
Vincent Malausa dans le magazine Chronic'art s'est enthousiasmé pour le film. Il n'hésite pas à parler du « chef d’œuvre de la fratrie Podalydès » et du « plus grand film français de l'année ».
Dans Libération, Antoine de Baecque est plus réservé et trouve le film « réussi par instants ».

### Box-office
En France, le film ne réitère pas le succès du premier film et n'enregistre que 425 776 entrées.

## Autour du film
- Les sculptures ont été réalisées par Nini Geslin[2].
- Le tableau peint tout au long du film par le professeur Stangerson, incarné par Michael Lonsdale, a été réellement peint par ce dernier[2].
- Le personnage d'Arthur Rance, joué par Bruno Podalydès lui-même, possède dans l'une des chambres un portrait le représentant, imitant celui du Chevalier François de Hadoque dans l'album de Tintin Le Secret de La Licorne. Le tableau a été peint par Jean-Noël Brouté[2].
- Hommages à Jean-Eugène Robert-Houdin "faiseur de prestiges" (générique) : divers tours de magie, petite brioche, oranger....[pas clair]